# Isländische Fußballnationalmannschaft der Frauen/Europameisterschaften
Der Artikel beinhaltet eine ausführliche Darstellung der isländischen Fußballnationalmannschaft der Frauen bei Europameisterschaften und den Qualifikationen dazu. Island nahm zehnmal an der Qualifikation teil und konnte sich viermal für die Endrunde qualifizieren. Island konnte noch keinen Titel gewinnen.

## Übersicht
| Jahr | Gastgeberland     | Teilnahme bis...   | Gegner                            | Ergebnis | Trainer                    | Bemerkungen und Besonderheiten                                                                                                |
| ---- | ----------------- | ------------------ | --------------------------------- | -------- | -------------------------- | --- |
| 1984 | keine Endrunde    | nicht qualifiziert | -                                 | -        |                            | In der Qualifikation am späteren Sieger Schweden gescheitert.                                                                 |
| 1987 | Norwegen          | nicht teilgenommen |                                   |          |                            | |
| 1989 | Deutschland       | nicht teilgenommen |                                   |          |                            | |
| 1991 | Dänemark          | nicht teilgenommen |                                   |          |                            | |
| 1993 | Italien           | nicht qualifiziert | -                                 | -        |                            | In der Qualifikation an England gescheitert, das sich aber auch nicht qualifizieren konnte.                                   |
| 1995 | keine Endrunde    | nicht qualifiziert |                                   | -        |                            | Im Viertelfinale wieder an England gescheitert.                                                                               |
| 1997 | Norwegen/Schweden | nicht qualifiziert | -                                 | -        |                            | In den Playoffs an Titelverteidiger Deutschland gescheitert                                                                   |
| 2001 | Deutschland       | nicht qualifiziert |                                   | -        |                            | In der Qualifikation erneut an Titelverteidiger Deutschland gescheitert.                                                      |
| 2005 | England           | nicht qualifiziert |                                   | -        |                            | In den Playoffs an Titelverteidiger Norwegen gescheitert.                                                                     |
| 2009 | Finnland          | Vorrunde           | Deutschland, Frankreich, Norwegen | -        | Sigurður Ragnar Eyjólfsson | Mit drei Niederlagen als Gruppenletzter ausgeschieden.                                                                        |
| 2013 | Schweden          | Viertelfinale      | Schweden                          | -        | Sigurður Ragnar Eyjólfsson | Als bester Gruppendritter das Viertelfinale erreicht.                                                                         |
| 2017 | Niederlande       | Vorrunde           | Frankreich, Schweiz, Österreich   | -        | Freyr Alexandersson        | Gegner in der Qualifikation waren Mazedonien, Schottland, Slowenien und Belarus.                                              |
| 2022 | England           | Vorrunde           | Belgien, Frankreich und Italien   | –        | Þorsteinn H. Halldórsson   | Gegner in der Qualifikation waren Schweden, die Slowakei, Ungarn und Lettland.                                                |
| 2025 | Schweiz           | Vorrunde           | Finnland, Schweiz und Norwegen    |          | Þorsteinn H. Halldórsson   | Gegner in der Qualifikation waren Deutschland, Österreich und Polen. Die Isländerinnen qualifizierten sich als Gruppenzweite. |

## Die Turniere

### EM 1984
Für die erste Europameisterschaft hatten nur 16 Mannschaften gemeldet und die Einteilung der Qualifikationsgruppen erfolgte nach geographischen Gesichtspunkten. Die isländische Mannschaft traf daher in der Qualifikation auf Schweden, Norwegen und Finnland. Island startete mit einem 2:2 in die Qualifikation, wobei das Spiel erst das zweite Länderspiel der Isländerinnen war und Ásta Breiðfjörð Gunnlaugsdóttir das erste Pflichtspieltor für die Isländerinnen erzielte. Die restlichen Spiele wurden aber ohne eigene Tore verloren, so dass Island als Gruppenletzter ausschied. Danach wurden zwei Jahre lang keine Länderspiele durchgeführt.

### EM 1987, 1989 und 1991
An den Qualifikationen für die zweite, dritte und vierte EM nahm Island nicht teil. Durch den Teilnahmeverzicht 1991 verzichtete Island auch auf die Möglichkeit, sich für die erste offizielle WM der Frauen zu qualifizieren.

### EM 1993 in Italien
An der Qualifikation für die fünfte EM nahmen schon 23 Mannschaften teil, darunter auch wieder Island, das zuvor fast fünf Jahre keine Länderspiele durchgeführt hatte. Um sich für das Viertelfinale zu qualifizieren, musste Island in der Gruppenphase gegen England und Schottland spielen. Island begann mit einem 0:4 in England, erreichte dann in Schottland ein 0:0 und gewann das Rückspiel gegen die Schottinnen mit 2:1 und damit erstmals ein Pflichtspiel. Nach einer 1:2-Heimniederlage gegen England belegte Island den zweiten Platz, der aber nicht zum Weiterkommen reichte. Gruppensieger England scheiterte dann im Viertelfinale an Italien.

### EM 1995
Bereits 1993 begann mit 29 Mannschaften die Qualifikation für die nächste Europameisterschaft, die wieder und letztmals ohne Endrunde ausgetragen wurde. Island traf erstmals auf die Niederlande und Griechenland. Mit vier Siegen wurde Island Gruppensieger. Im Viertelfinale traf Island auf England und verlor zweimal mit 1:2 und verpasste damit auch die Qualifikation für die zweite WM in Schweden. Erstmals erzielten isländische Spielerinnen in der laufenden Qualifikation mehr als ein Tor. Die meisten (4) gelangen Ásthildur Helgadóttir, die sie alle beim 6:1 im letzten Spiel gegen Griechenland erzielte. Drei Tore steuerte Ásta Breiðfjörð Gunnlaugsdóttir bei. England scheiterte dann im Halbfinale am später wieder erfolgreichen Titelverteidiger Deutschland.

### EM 1997 in Norwegen
Elf Monate nach dem Viertelfinalaus begann die Qualifikation für die nächste EM-Endrunde für die nun schon 34 Mannschaften gemeldet hatten und die erstmals mit acht Mannschaften ausgetragen wurde. Auf Grund der unterschiedlichen Spielstärke der gemeldeten Mannschaften wurde die Qualifikation in zwei Kategorien eingeteilt. Die 16 stärksten Mannschaften, zu denen nun auch Island gehörte, spielten um die direkte Qualifikation, die 18 schwächeren Mannschaften um die Möglichkeit bei der nächsten Qualifikation in der höheren Kategorie zu spielen. Island startete mit drei Heimspielen. Im ersten Spiel trafen die Isländerinnen auf Russland und verloren mit 1:4. Es folgte noch im Herbst 1995 ein 3:3 gegen Frankreich und ein 2:0 gegen die Niederlande. Die Rückspiele fanden erst im Sommer 1996 statt und Island konnte nur noch in den Niederlanden gewinnen, verlor aber die beiden anderen Spiele. Damit musste Island als Gruppendritter in die Relegationsspiele und gegen einen Gruppenzweiten spielen. Gegner war Titelverteidiger Deutschland und Island verlor beide Spiele. Deutschland konnte dann bei der Endrunde den Titel auch verteidigen. Beste isländische Torschützinnen waren diesmal Ásthildur Helgadóttir und Margrét Rannveig Ólafsdóttir mit je drei Toren.

### EM 2001 in Deutschland
In der Qualifikation für die EM 2001 spielten die Isländerinnen wieder in der höheren Kategorie und trafen erneut auf Deutschland, die Ukraine und erstmals auf Italien. Island startete mit Unentschieden in der Ukraine und gegen Italien, verlor danach aber alle Spiele und wurde Gruppenletzter. Daher musste Island in der Relegation gegen einen Gruppensieger der B-Kategorie spielen. Gegner waren die Rumäninnen. Nach einem 2:2 in Câmpina wurde das Rückspiel mit 8:0 gewonnen, womit Island in der A-Kategorie verblieb. Bis heute sind dies die einzigen Spiele gegen Rumänien. Beste Torschützin in der eigentlichen Qualifikation, bei der nur Tore gegen die Ukraine gelangen, war Rakel Björk Ögmundsdóttir mit zwei Toren, die dann in den beiden Relegationsspielen gegen Rumänien noch fünf weitere Tore erzielte. Gruppensieger Deutschland qualifizierte sich direkt für die EM, durfte diese ausrichten und konnte den Titel verteidigen. Die zweitplatzierten Italienerinnen setzten sich in den Playoffs gegen Portugal durch, scheiterten bei der Endrunde aber in der Gruppenphase. Die drittplatzierten Ukrainerinnen scheiterten in den Playoffs an England, das bei der Endrunde aber ebenfalls in der Gruppenphase ausschied.

### EM 2005 in England
Für die EM 2005 wurde der Gastgeber erstmals vorab festgelegt und England erhielt den Zuschlag für die Austragung. Island musste in der Qualifikation in einer von vier Fünfergruppen gegen Frankreich und Russland sowie erstmals Ungarn und Polen spielen, gegen die alle Spiele gewonnen wurden. Zudem reichte es noch zu einem 1:1 in Russland, die anderen drei Spiele wurden jedoch verloren, wodurch Island wieder Dritter wurde und in den Playoffs gegen Norwegen antreten musste. Nach einem 2:7 im Heimspiel fiel die Niederlage in Norwegen mit 1:2 zwar noch glimpflich aus, aber die Qualifikation war damit verpasst. Mit acht Toren war Margrét Lára Viðarsdóttir beste Torschützin der Isländerinnen. Norwegen erreichte dann bei der Endrunde das Finale, verlor dies aber wieder einmal gegen Titelverteidiger Deutschland.

### EM 2009 in Finnland
Im Januar 2007 übernahm Sigurður Ragnar Eyjólfsson, der zuvor als technischer Direktor für den isländischen Fußballverband gearbeitet hatte, die Frauennationalmannschaft. Die EM 2009 fand in Finnland statt. Erstmals nahmen zwölf Mannschaften am Turnier teil. Geändert wurde auch der Qualifikationsmodus. Die 1. Qualifikationsrunde bestritten nur die 20 schwächsten Nationalmannschaften. Island musste erst in der zweiten Qualifikations-Runde eingreifen und traf in einer Fünfergruppe auf Frankreich und Griechenland sowie erstmals Slowenien und Serbien. Die Isländerinnen begannen mit drei Siegen ohne Gegentor, darunter ein 1:0 gegen Frankreich, verloren dann aber in Slowenien mit 1:2. Danach folgten wieder drei Siege, so dass es am letzten Spieltag in Frankreich zum entscheidenden Spiel um den Gruppensieg kam. Island verlor mit 1:2 und musste in die Relegation. Als einem der vier punktbesten Gruppenzweiten wurde Island einer der vier besten Gruppendritten zugelost. Gegner wurde Irland und nach einem 1:1 in Dublin gelang mit einem 3:0 im Rückspiel die erste Qualifikation für die Endrunde. Mit 12 Toren war Margrét Lára Viðarsdóttir beste Torschützin der Qualifikation.
In ihrem ersten Endrundenspiel gingen die Isländerinnen zwar bereits in der sechsten Minute gegen Qualifikationsgegner Frankreich durch Hólmfríður Magnúsdóttir in Führung, bereits 12 Minuten später konnten die Französinnen aber durch einen verwandelten Foulelfmeter ausgleichen. In der zweiten Halbzeit brachte ein weiterer verwandelter Foulelfmeter Frankreich auf die Siegerstraße und nach dem 1:3 konnte Margrét Lára Viðarsdóttir einen Foulelfmeter nicht zur Resultatsverbesserung nutzen. Im zweiten Spiel gegen Ex-Europameister Norwegen wurde 44 Minuten lang das 0:0 gehalten, dann gelang den Norwegerinnen der 1:0-Siegtreffer. Gegen Titelverteidiger Deutschland konnte das 0:0 sogar fünf Minuten länger gehalten werden, dann gelang der späteren Torschützenkönigin Inka Grings der 1:0-Siegtreffer für den später dann auch erfolgreichen Titelverteidiger. Island schied damit als Gruppenletzter aus.

### EM 2013 in Schweden
Die EM 2013 fand zum zweiten Mal in Schweden statt. Wieder wurde die Qualifikation von den schwächeren Mannschaften begonnen, diesmal aber nur von den acht schwächsten Teams. Island musste wieder erst in der zweiten Runde eingreifen und wurde der Gruppe mit Norwegen zugelost. Weitere Gegner waren Nordirland und Ungarn sowie erstmals Belgien und Bulgarien. Island startete mit vier Siegen und einem Unentschieden, darunter ein 3:1 gegen Norwegen. Danach folgte eine 0:1-Niederlage in Belgien. Nach drei weiteren Siegen hatte Island den zweiten Platz und damit zumindest die Teilnahme an den Playoffspielen sicher. Im letzten Spiel in Norwegen ging es dann nur noch um den Gruppensieg. Durch die 1:2-Niederlage wurde dieser aber verpasst, da Island beim 0:0 im Heimspiel gegen Belgien zwei Punkte verschenkt hatte. In der Relegation traf Island auf die Ukraine und gewann beide Spiele mit 3:2. Damit war Island zum zweiten Mal für die Endrunde qualifiziert. Margrét Lára Viðarsdóttir wurde mit 11 Toren zusammen mit zwei anderen Spielerinnen zweitbeste Torschützin der Qualifikation.
Bei der Endrunde startete Island mit einem 1:1 gegen Qualifikationsgegner Norwegen, das Viðarsdóttir erst in der 87. Minute durch einen verwandelten Foulelfmeter sicherte. Im zweiten Spiel gegen Titelverteidiger Deutschland verloren die Isländerinnen dann mit 0:3. Gegen Geheimfavorit Niederlande gelang dann durch ein Tor von Dagný Brynjarsdóttir mit einem 1:0 der erste Endrundensieg und damit als bester Gruppendritter die Qualifikation für die K.-o.-Runde. Im Viertelfinale kam dann beim 0:4 gegen Gastgeber Schweden das Aus, womit die Amtszeit von Sigurður Eyjólfsson als Nationaltrainer endete, der eine neue Herausforderung suchte. Sein Nachfolger wurde Freyr Alexandersson.

### EM 2017 in den Niederlanden
Die EM 2017 fand in den Niederlanden und erstmals mit 16 Mannschaften statt. Island wurde für die Qualifikation als einer der Gruppenköpfe gesetzt und traf erstmals auf Mazedonien sowie auf Schottland, Slowenien und Belarus. Island begann die Qualifikation mit drei Siegen ohne Gegentor. Dabei bestritten Margrét Lára Viðarsdóttir im ersten und Hólmfríður Magnúsdóttir im dritten Spiel ihr 100. Länderspiel. Island konnte sich als Gruppensieger für die EM qualifizieren und Harpa Þorsteinsdóttir war beste Torschützin der Qualifikation (10 Tore in 470 Spielminuten).
Für die Auslosung der Endrundengruppen am 8. November 2016 wurden die Isländerinnen Topf 3 zugeordnet und der Gruppe C mit Frankreich zugelost. Weitere Gegner waren die beiden Neulinge Schweiz und Österreich. Bei der Endrunde mussten die Isländerinnen auf die verletzte Rekordtorschützin Margrét Lára Viðarsdóttir verzichten. Zudem war die beste Torschützin der Qualifikation Harpa Þorsteinsdóttir im Februar zum zweiten Mal Mutter geworden und hatte noch Trainingsrückstand, so dass sie bei der Endrunde nur zu insgesamt 88 Einsatzminuten kam. Im Auftaktspiel gegen Frankreich hielten die Isländerinnen trotzdem lange das 0:0, in der 85. Minute brachte die drei Minuten zuvor eingewechselte Elín Metta Jensen im Strafraum Amandine Henry zu Fall, worauf die Schiedsrichterin auf Strafstoß für Frankreich entschied, den Eugénie Le Sommer zum Siegtreffer für Frankreich verwandelte. In der zweiten Begegnung gegen die Schweiz gelang Fanndís Friðriksdóttir in der 33. Minute der Führungstreffer für die Isländerinnen. Die Schweizerinnen konnten aber zehn Minuten später ausgleichen und in der zweiten Halbzeit das Spiel komplett drehen. Damit hatte Island bereits nach zwei Spielen bereits keine Chance mehr die K.-o.-Runde zu erreichen. Im letzten Spiel gegen Österreich verloren sie dann mit 0:3. In der ewigen Rangliste der EM-Endrunden mussten die Isländerinnen die beide Neulinge Österreich und Schweiz sowie die Russinnen, die erstmals ein Endrundenspiel gewannen, an sich vorbeiziehen lassen und fielen auf Platz 14 zurück. Zusammen mit den Russinnen sind sie nun die Mannschaften mit den wenigsten Punkten pro Spiel (0,4).

### EM 2022 in England
2021 sollte die Endrunde zum zweiten Mal in England stattfinden. Aufgrund der COVID-19-Pandemie wurde die EM der Männer, die 2020 stattfinden sollte, um ein Jahr verschoben und deshalb auch die EM der Frauen, so dass diese nun 2022 stattfinden soll. Gegner in der Qualifikation waren Schweden (Gegner in der WM-Qualifikation 1999, 2007 und EM-Qualifikation 1984), die Slowakei, Ungarn (Gegner in der EM-Qualifikation 2005 und 2013) und erstmals Lettland. Von den Gegnern konnte sich bisher nur Schweden für EM-Endrunden qualifizieren. Die isländische Mannschaft, die seit Januar 2019 von Jón Þór Hauksson trainiert wird, startete mit drei Siegen. Dann mussten die für den April und Juni 2020 terminierten Spiele wegen der Pandemie in den September und Oktober verschoben werden. Nach der Corona-Pause folgte ein 9:0 gegen Lettland und dann wurden beim 1:1 gegen Schweden erstmals Punkte abgegeben und dann das entscheidende Spiel um den Gruppensieg gegen Schweden mit 0:2 verloren, so dass die Schwedinnen bereits qualifiziert waren. Durch Siege in der Slowakei und Ungarn wurden die Isländerinnen aber einer der drei besten Gruppenzweiten und waren damit ebenfalls für die Endrunde qualifiziert. Nach der Qualifikation beendete aber Jón Þór Hauksson seine Tätigkeit als Nationaltrainer, nachdem er bei der Feier der Qualifikation unter Alkoholeinfluss einige Spielerinnen angegriffen hatte. Seine Nachfolge trat Þorsteinn H. Halldórsson an. Bei der Auslosung am 18. Oktober 2021 wurde Island in die Gruppe mit Frankreich, Italien und Belgien gelost. Gegen die drei Gegner spielte Island jeweils remis (1:1), so dass sie erstmals die EM-Endrunde ungeschlagen überstanden. Die drei Remis reichten aber nur zum dritten Gruppenplatz, so dass nach der Gruppenphase die EM für die Isländerinnen endete. Trotzdem verbesserten sich die Isländerinnen in der ewigen Rangliste um einen Platz.

### EM 2025 in der Schweiz
Die Qualifikation lief erstmals unter einem anderen Modus. Analog der UEFA Women’s Nations League wurde in drei Ligen gespielt, wobei sich die Gruppensieger und -zweiten der Liga A direkt für die Endrunde qualifizierten. Die Gruppendritten und -vierten hatten dann noch die Chance sich über Play-offs für die Endrunde zu qualifizieren. Die Isländerinnen treffen in Liga A4 auf Deutschland, Österreich und Polen. Die Isländerinnen starteten mit einem 3:0-Heimsieg gegen Polen, verloren dann mit 1:3 in Deutschland und erreichten in Österreich ein 1:1. Danach gewannen sie die restlichen Spiele und qualifizierten sich als Gruppenzweite hinter Deutschland für die Endrunde.
Bei der Auslosung am 16. Dezember 2024 wurden die Isländerinnen in die Gruppe mit Gastgeber Schweiz sowie Finnland und Norwegen gelost. Nach Niederlagen gegen Finnland (0:1) und die Schweiz (0:2) hatten die Isländerinnen schon vor dem letzten Gruppenspiel keine Chance mehr sich für das Viertelfinale zu qualifizieren. Mit einer 3:4-Niederlage gegen Gruppensieger Norwegen verabschiedeten sich die Isländerinnen von der EM.

## Statistiken

### Spielerinnen mit den meisten Einsätzen bei Europameisterschaften
| Spiele | Spieler                      | Jahr (Spiele)                          |
| ------ | ---------------------------- | -------------------------------------- |
| 13     | Sara Björk Gunnarsdóttir     | 2009 (3), 2013 (4), 2017 (3), 2022 (3) |
|        | Dagný Brynjarsdóttir         | 2013 (4), 2017 (3), 2022 (3), 2025 (3) |
| 12     | Glódís Perla Viggósdóttir    | 2013 (3), 2017 (3), 2022 (3), 2025 (3) |
| 10     | Hallbera Guðný Gísladóttir   | 2013 (4), 2017 (3), 2022 (3)           |
| 9      | Agla María Albertsdóttir     | 2017 (3), 2022 (3), 2025 (3)           |
| 8      | Fanndís Friðriksdóttir       | 2009 (2), 2013 (3), 2017 (3)           |
|        | Guðbjörg Gunnarsdóttir       | 2009 (1), 2013 (4), 2017 (3)           |
|        | Hólmfríður Magnúsdóttir      | 2009 (3), 2013 (3), 2017 (2)           |
|        | Sif Atladóttir               | 2009 (1), 2013 (3), 2017 (3), 2022 (1) |
| 7      | Katrín Jónsdóttir            | 2009 (3), 2013 (4)                     |
|        | Margrét Lára Viðarsdóttir    | 2009 (3), 2013 (4)                     |
|        | Harpa Þorsteinsdóttir        | 2013 (4), 2017 (3)                     |
| 6      | Dóra María Lárusdóttir       | 2009 (2), 2013 (4)                     |
|        | Gunnhildur Yrsa Jónsdóttir   | 2017 (3), 2022 (3)                     |
|        | Ólína Guðbjörg Viðarsdóttir  | 2009 (3), 2013 (3)                     |
|        | Rakel Hönnudóttir            | 2009 (2), 2013 (4)                     |
|        | Ingibjörg Sigurðardóttir     | 2022 (3), 2025 (3)                     |
|        | Karólína Lea Vilhjálmsdóttir | 2022 (3), 2025 (3)                     |
|        | Sveindís Jane Jónsdóttir     | 2022 (3), 2025 (3)                     |

Stand: 6. Juli 2025 (fett gesetzte Spielerinnen nehmen 2025 teil)

### Spielerinnen mit den meisten Toren bei Europameisterschaften
| Tore | Spieler                       | Jahr (Tore)                            |
| ---- | ----------------------------- | -------------------------------------- |
| 2    | Dagný Brynjarsdóttir          | 2013 (1), 2017 (0), 2022 (1), 2025 (0) |
| 1    | Fanndís Friðriksdóttir        | 2013 (0), 2017 (1)                     |
|      | Hólmfríður Magnúsdóttir       | 2009 (1), 2013 (0), 2017 (0)           |
|      | Margrét Lára Viðarsdóttir     | 2009 (0), 2013 (1)                     |
|      | Berglind Björg Þorvaldsdóttir | 2017 (0), 2022 (1)                     |
|      | Karólína Lea Vilhjálmsdóttir  | 2022 (1), 2025 (0)                     |
|      | Glódís Perla Viggósdóttir     | 2025 (1)                               |
|      | Hlín Eiríksdóttir             | 2025 (1)                               |
|      | Sveindís Jane Jónsdóttir      | 2025 (1)                               |

Stand: 10. Juli 2025

## Endrunden-Spiele
Die Isländerinnen bestritten bisher 16 Endrunden-Spiele, wovon eins gewonnen wurde, vier remis endeten und elf verloren wurden. Kein Spiel mussten verlängert werden. Zweimal spielten die Isländerinnen gegen die Gastgeberinnen und zweimal gegen den Titelverteidiger. Häufigste Gegner waren Frankreich und  Norwegen (je 3 Spiele), Deutschland und die Schweiz (je 2 Spiele).
| Nr. | Datum      | Ergebnis | Gegner       | Austragungsort   | Anlass        | Bemerkung                                      |
| --- | ---------- | -------- | ------------ | ---------------- | ------------- | ---------------------------------------------- |
| 1   | 24.08.2009 | 1:3      | Frankreich   | Tampere (FIN)    | Gruppenspiel  |                                                |
| 2   | 27.08.2009 | 0:1      | Norwegen     | Lahti (FIN)      | Gruppenspiel  |                                                |
| 3   | 30.08.2009 | 0:1      | Deutschland* | Tampere (FIN)    | Gruppenspiel  |                                                |
| 4   | 11.07.2013 | 1:1      | Norwegen     | Kalmar (SWE)     | Gruppenspiel  |                                                |
| 5   | 14.07.2013 | 0:3      | Deutschland  | Växjö (SWE)      | Gruppenspiel  |                                                |
| 6   | 17.07.2013 | 1:0      | Niederlande  | Växjö (SWE)      | Gruppenspiel  |                                                |
| 7   | 21.07.2013 | 0:4      | Schweden     | Halmstad (SWE)   | Viertelfinale | Letztes Spiel unter Sigurður Ragnar Eyjólfsson |
| 8   | 18.07.2017 | 0:1      | Frankreich   | Tilburg (NLD)    | Gruppenspiel  |                                                |
| 9   | 22.07.2017 | 1:2      | Schweiz      | Doetinchem (NLD) | Gruppenspiel  |                                                |
| 10  | 26.07.2017 | 0:3      | Österreich   | Rotterdam (NLD)  | Gruppenspiel  | Erstes Spiel gegen Österreich                  |
| 11  | 10.07.2022 | 1:1      | Belgien      | Manchester (ENG) | Gruppenspiel  |                                                |
| 12  | 14.07.2022 | 1:1      | Italien      | Rotherham (ENG)  | Gruppenspiel  |                                                |
| 13  | 18.07.2022 | 1:1      | Frankreich   | Rotherham (ENG)  | Gruppenspiel  |                                                |
| 14  | 02.07.2025 | 0:1      | Finnland     | Thun (CHE)       | Gruppenspiel  |                                                |
| 15  | 06.07.2025 | 0:2      | Schweiz      | Bern (CHE)       | Gruppenspiel  |                                                |
| 16  | 10.07.2025 | 3:4      | Norwegen     | Thun (CHE)       | Gruppenspiel  |                                                |

Anmerkungen: Fett gedruckte Mannschaften gingen als Titelverteidiger in das Turnier, mit „*“ gekennzeichnete Mannschaften waren Weltmeister.

## Negativrekorde
- Das 0:4 gegen Schweden bei der EM 2013 ist die bisher höchste Endrunden-Viertelfinalniederlage.
- Die wenigsten Tore pro Spiel: 0,40
- Die wenigsten Punkte pro Spiel: 0,40 (zusammen mit Russland)